# کلیسای بی‌نام آختالایی
کلیسای بی‌نام آختالایی (ارمنی: Ախթալայի անանուն եկեղեցի) یک کلیسا متعلق به کلیسای حواری ارمنی واقع در شهر آختالا، استان لوری ارمنستان می‌باشد. ساخت و ساز این ساختمان در سال ۱۲۴۵ میلادی؛ به پایان رسید. این بنا به سبک معماری ارمنی طراحی شده است.